# Bengt Lindström (Fußballspieler)
Bengt Lindström (* 18. April 1943) ist ein ehemaliger schwedischer Fußballspieler.

## Karriere
Lindström spielte von 1966 bis 1973 für den schwedischen Erstligisten IFK Norrköping als Torhüter. Während seiner Vereinszugehörigkeit war der zweite Platz in der Meisterschaft am Ende seiner Premieren-Spielzeit das beste Ergebnis. Drei Jahre später gewann er mit seiner Mannschaft das Finale um den Svenska Cupen, den nationalen Vereinspokal, mit 1:0 über den AIK Solna im Råsundastadion. Des Weiteren nahm er – zum Teil wiederholt – an vier internationalen Wettbewerben teil.  
Im Wettbewerb um den International Football Cup bzw. um die Internationale Meisterschaft kam er in den beiden Austragungen 1965/66 und 1966/67 in vier bzw. drei Spielen zum Einsatz. In der vorletzten erreichte er mit seiner Mannschaft das in Hin- und Rückspiel ausgetragene Finale. Wurde das Hinspiel noch mit 1:0 gegen den 1. FC Lokomotive Leipzig gewonnen, so wurde das Rückspiel in Leipzig mit 0:4 verloren. Im Jahr darauf noch als Sieger der Gruppe B6 hervorgegangen, schied er mit seinem Verein im Viertelfinale gegen Eintracht Frankfurt aus dem letztmals ausgetragenen Wettbewerb aus.
Im Wettbewerb um den Intertoto-Cup, dem Nachfolgewettbewerb von 1967 bis 1994, kam er bei der Austragung der Premiere, 1969, 1970, 1972 und 1973 zum Einsatz. Im Europapokal der Pokalsieger-Wettbewerb wurde er 1968/69 in jeweils zwei Spielen der 1. Runde gegen den Crusaders FC und im Achtelfinale gegen Lyn Oslo sowie 1969/70 im Erstrunden-Rückspiel gegen Sliema Wanderers eingesetzt. Im Wettbewerb um den UEFA-Cup spielte er bei der 2. Ausspielung 1972/73 zweimal gegen Inter Mailand in der 2. Runde.
Seine Spielerkarriere ließ er beim Drittligisten Motala AIF nach vier Spielzeiten 1978 ausklingen; nur in der Spielzeit 1975 spielte er für diesen zweitklassig. 

## Erfolge
- IFC-Finalist 1966
- Schwedischer Pokalsieger 1969
- Zweiter Schwedische Meisterschaft 1966